# La Berlière
La Berlière ist eine französische Gemeinde mit 37 Einwohnern (Stand: 1. Januar 2022) im Département Ardennes in der Region Grand Est (bis 2015 Champagne-Ardenne). Sie gehört zum Arrondissement Vouziers, zum Kanton Vouziers und zum 1997 gegründeten Gemeindeverband L’Argonne Ardennaise.

## Geografie
Die Gemeinde La Berlière liegt 24 Kilometer nordöstlich von Vouziers in einem Seitental der Bar. Umgeben wird La Berlière von den Nachbargemeinden Stonne im Norden, La Besace im Nordosten, Beaumont-en-Argonne im Osten, Saint-Pierremont im Südosten, Oches im Süden sowie Les Grandes-Armoises im Westen.

## Geschichte
Im Jahre 1940 wurde das Dorf während des Westfeldzuges der deutschen Wehrmacht im Zweiten Weltkrieg zu 90 % zerstört.

## Bevölkerungsentwicklung
| Jahr                       | 1962 | 1968 | 1975 | 1982 | 1990 | 1999 | 2006 | 2013 | 2019 |
| Einwohner                  | 86   | 86   | 66   | 60   | 41   | 32   | 44   | 45   | 38   |
| Quellen: Cassini und INSEE |      |      |      |      |      |      |      |      |      |

## Sehenswürdigkeiten
- Kirche Saint-Nicolas, erbaut im 18. Jahrhundert, nach ihrer Zerstörung im Zweiten Weltkrieg von 1955 bis 1957 wieder aufgebaut.
- Château de La Berlière, 1740 errichtetes Schloss, diente im Zweiten Weltkrieg General Huntziger, dem Befehlshaber der 2. Armee, als Kommandozentrale. Monument historique seit 1984[1]

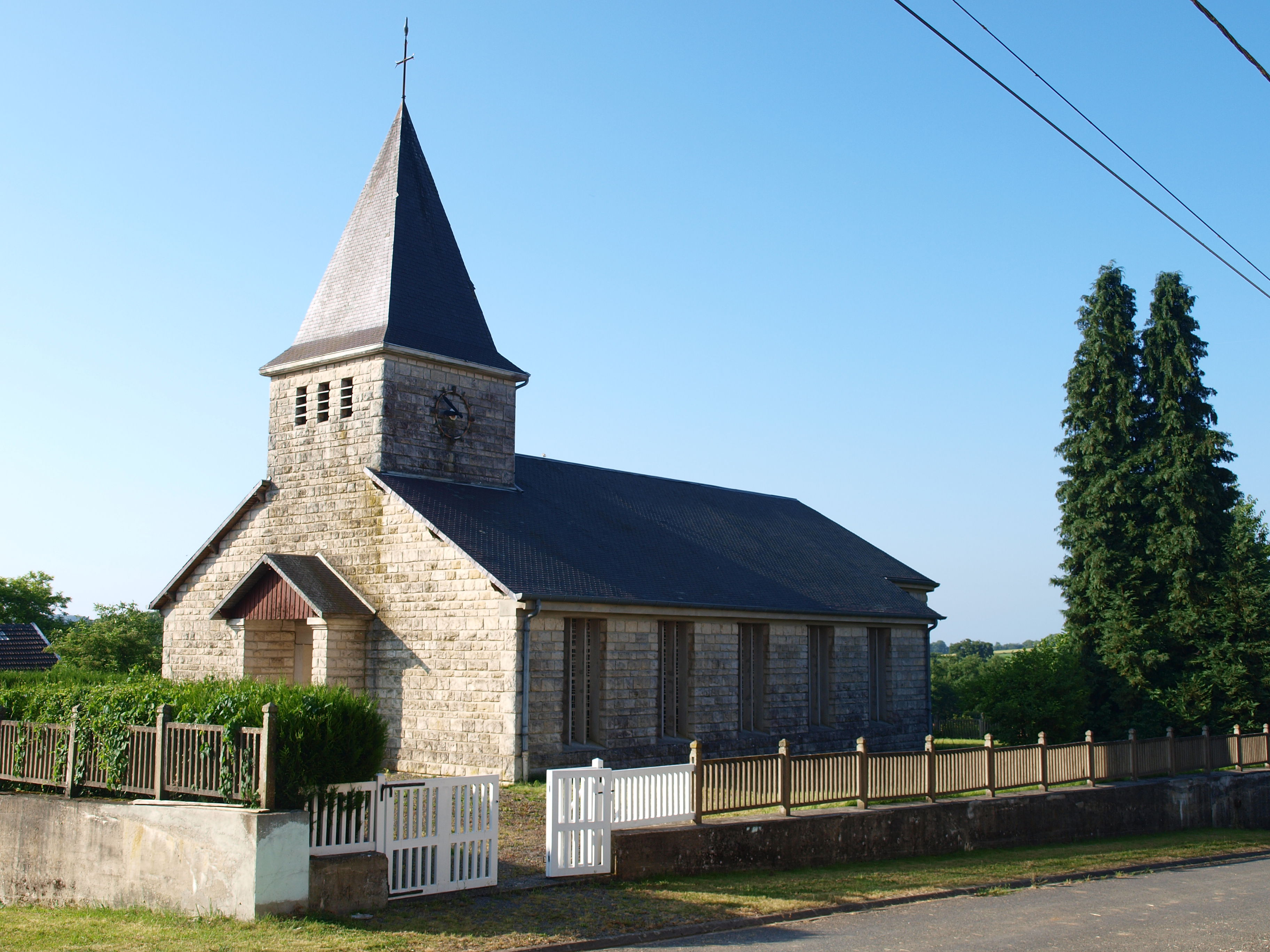
Kirche Saint-Nicolas
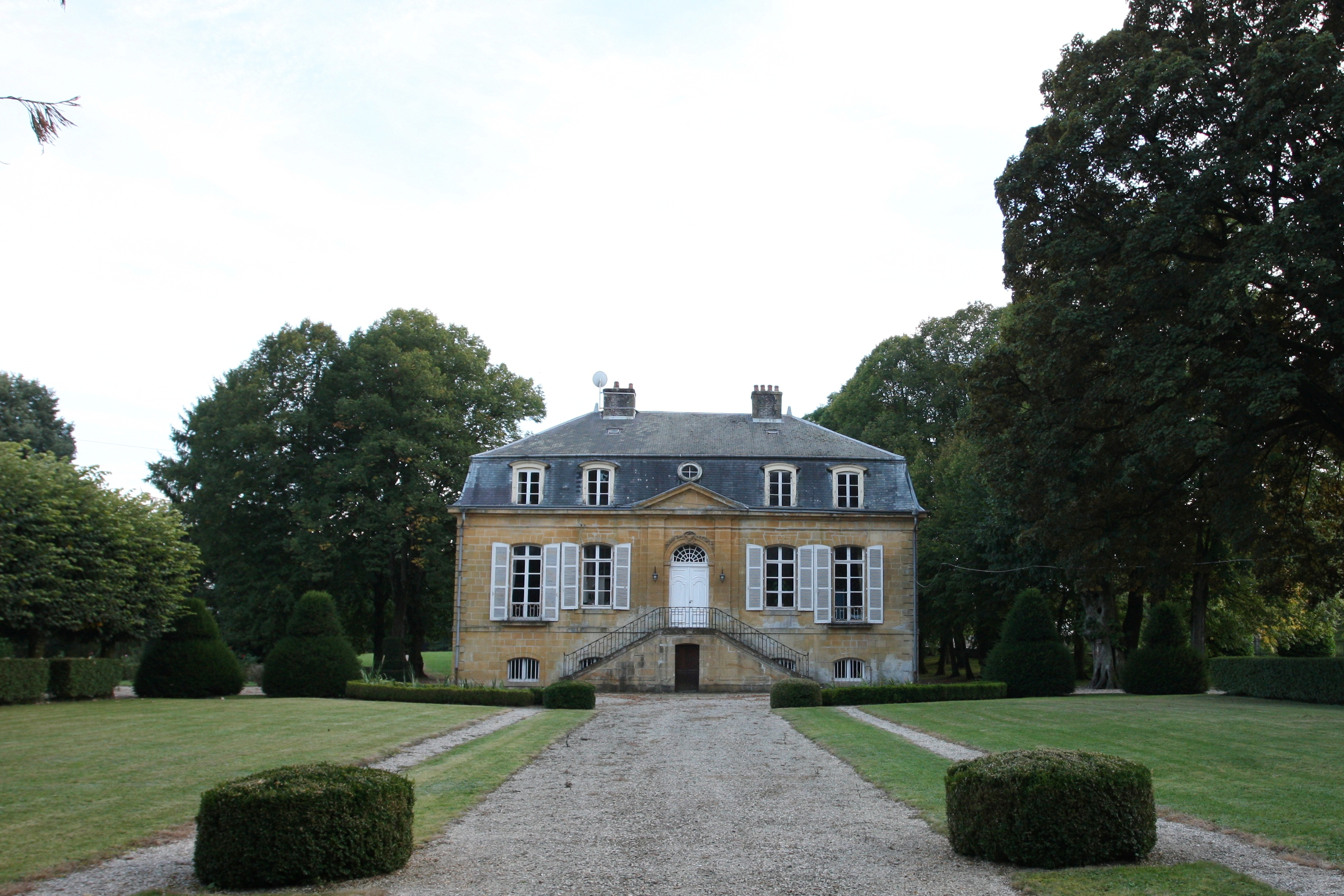
Schloss La Berlière